# Бегичёво (Нижегородская область)
Бегичёво — деревня в Сеченовском районе Нижегородской области. Входит в состав Мурзицкого сельсовета.

## География
Деревня располагается на левом берегу реки Суры недалеко от села Мурзицы и границы с Чувашией. Расстояние до районного центра села Сеченово равно 22 км.

## Население
| 2002 | 2010 |
| ---- | ---- |
| 103  | ↗121 |

## Уличная сеть
Уличная сеть деревни состоит из одной улицы — Бегичёвская.